# 射水市ケーブルテレビ
射水市ケーブルテレビ（いみずしケーブルテレビ）は、かつて存在した富山県射水市営ケーブルテレビ局である。

## 事務局所在地
- 富山県射水市戸破1511番地（射水市役所小杉庁舎内）

## サービスエリア
- 富山県射水市の一部（小杉・大門・下地区）

## 概要
2005年11月1日の市町村合併による射水市発足の際、旧・射水郡の自治体が運営していた下記のケーブルテレビ局を統合して発足した。
- 小杉町ケーブルテレビ（すぎっこテレビ） - 旧・小杉町、2002年3月開局[1]。
- 大門町ケーブルテレビ（こぶしテレビ） - 旧・大門町、2003年4月1日開局[2][1]。
- 下村ケーブルテレビ - 旧・下村、2003年3月30日開局[1]。

旧町村による運営時より射水ケーブルネットワーク（2005年8月以前は新湊ケーブルネットワーク）に一部業務委託されていたが、本局のエリアにおけるインターネット接続サービスは当初より同社の直営にて実施されている。
2008年4月1日以降は指定管理者制度の導入により、ケーブルテレビ事業を含む全てのサービスを同社に委託されてきたが、2013年4月に施設が同社に譲渡され、完全に民営化された。
なお、射水市の新湊・大島地区及び高岡市牧野地区は当初より同社の直営エリアである。